# Акампросат
Акампросат (англ. acamprosate), продаваемый под торговой маркой «Кампрал» (англ. Campral), — лекарственное средство, часто используемое при лечении алкоголизма.
Его действие основывается на стабилизации нейротрансмиссии — передаче химических сигналов в мозгу, — которая нарушается при прекращении употребления алкоголя во время алкоголизма. Тем не менее для большинства людей использование только лишь акампросата не является эффективным методом лечения; исследования показали, что препарат лучше комбинировать с психосоциальной поддержкой.
Акампросат имеет как тяжёлые побочные эффекты, например аллергия, нарушение сердечного ритма, повышенное или пониженное кровянное давление, так и менее серьёзные, вроде головных болей, бессоницы или эректильной дисфункции. Наиболее частый побочный эффект — диарея. Лекарственное средство не рекомендуют употреблять при проблемах с почками.
В США «Кампрал» производится и продаётся компанией Forest Laboratories, за рубежом — Merck KGaA.

## История
Акампросат был разработан Lipha — дочерней компанией Merck KGaA. В 1989 году его одобрили для продажи в Европе.
В октябре 2001 года Forest Laboratories приобрела права на продажу и производство препарата в США. В июле 2004-го он был одобрен FDA. Первые дженерики в США были выпущены в 2013 году. В 2015 году компания Confluence Pharmaceuticals разрабатывала лекарственное средство для лучения синдрома Мартина — Белл, в состав которого должен был входить акампросат; до этого, в 2013 году, FDA присвоила препарату статус орфанного.

## Фармакология

### Фармакодинамика
В фармакодинамике препарат изучен не до конца. Предполагается, что он действует как антагонист NMDA-рецептора и является аллостерическим модулятором ГАМКА-рецептора. В отличие от других подобных лекарств, его действие непрямое. Действуя на ГАМКB-рецептор, он усиливает ГАМКА-рецептор. Сила и способ воздействия напрямую зависит от дозы, полученной организмом. Например, при низких концентрациях акампросат усиливает действие рецепторов, в то время как при высоких — подавляет. Это позволяет применять его при алкоголизме.
Известно, что акампросат усиливает выработку таурина.
При частом употреблении алкоголя у организма вырабатывается толерантность к нему засчёт подавления регуляции ГАМКА. При прекращении употребления рецептор становится настолько нечувствительным, что приводит к синдрому физической зависимости. Акампросат усиливает передачу сигналов между рецепторами ГАМК, снижает выброс глутамата, а также защищает культивируемые клетки от эксайтотоксичности при алкогольном абстинентном синдроме.
Важным аспектом действия вещества есть также улучшение фазы быстрого сна.

### Фармакокинетика
Акампросат не метаболизируется в организме человека. При пероральном приёме абсолютная биодоступность составляет около 11 %; при употреблении с пищей биодоступность снижается. После приёме и всасывания выводится в том же виде через почки.
Абсорбация и выделение происходят очень медленно. Период полувыведения составляет более 30 часов.

## Использование в медицине
Используется при лечении алкогольной зависимости вместе с психологической помощью. При употреблении вещества в течение 3—12 месяцев его эффективность увеличивается (как показали исследования, именно в этом периоде количество непьющих выросло). Вероятно, он настолько же эффективен, как и налтрексон.

### Противопоказания
Так как акампросат выводится через почки, его нельзя назначать при тяжёлом поражении этих органов (проба Реберга — Тареева менее 30 мл/мин). При пробе от 30 мл/мин до 50 мл/мин рекомендуется давать малые дозы вещества. Акампросат противопоказан людям с аллергией на любой из компонентов препарата.

### Побочные эффекты
На этикетке в США есть предупреждение, что акампросат может вызвать суицидальное поведение, большое депрессивное расстройство и почечную недостаточность.
Во время клинических исследований некоторые испытуемые испытали диарею, тошноту и депрессию.